# Marc Renier
Marc Renier (Roeselare, 28 maart 1953) is een voormalig Belgisch wielrenner. Hij was actief als prof van 1974 tot en met 1981.

## Carrière
Marc Renier is de zoon van oudrenner Jerome Renier. Als jeugdrenner behaalde hij 15 à 20 overwinningen en in het peloton staat hij gekend als een zeer rappe spurter. Zo versloeg hij bij de juniores Freddy Maertens vijf maal na elkaar in de spurt.

### Profwielrenner
Na zijn verplichte legerdienst wordt hij in 1974 op 21-jarige leeftijd binnengehaald door de ploeg IJsboerke van Rik Van Looy die zijn potentieel ontdekt heeft. Hij reed van 1974 tot en met 1978 bij IJsboerke, waar hij als knecht de taak had om de kopmannen uit de wind te zetten. Na die 5 jaar kreeg hij onverwacht zijn ontslagbrief.
In 1979 krijgt Renier via Bob Lelangue een contract bij het Spaanse Kas aangeboden. Hij won dat jaar een rit in de Ruta del Sol, werd in Beringen 3e in het Belgisch Kampioenschap wielrennen op de weg en boekte mooie resultaten in de Ronde van Vlaanderen, Grote Prijs van Zürich en de Waalse Pijl. Hij hield van grote wedstrijden en werd zelfs beschermd kopman voor Parijs-Roubaix. Kermiskoersen noemde hij “commerce”. In rittenwedstrijden had hij het moeilijk door recuperatieproblemen.
In 1980 reed hij voor Marc Zeepcentrale en won de 1e rit in de Ronde van België, in 1981 voor Masta met als laatste overwinning de kermiskoers in Gullegem maar kon géén voor zichzelf bevredigende resultaten meer fietsen. Zonder een echte aantoonbare reden en na doktersadvies heeft hij 1981 zijn wielercarrière stopgezet. 

## Belangrijkste overwinningen
1977
Omloop van het Waasland
1979
3e etappe Ruta del Sol
2e etappe (deel B) Ronde van de Aude
1980
1e etappe Ronde van België
1981
Gullegem Koerse

## Resultaten in voornaamste wedstrijden
| Jaar | Ronde van Italië | Ronde van Frankrijk | Ronde van Spanje |
| ---- | ---------------- | ------------------- | ---------------- |
| 1979 |                  | opgave              |                  |
| 1980 |                  |                     | opgave           |

| Jaar | Milaan-San Remo | Gent-Wevelgem | Ronde van Vlaanderen | Parijs-Brussel | E3 Harelbeke | Kuurne-Brussel-Kuurne |
| ---- | --------------- | ------------- | -------------------- | -------------- | ------------ | --------------------- |
| 1975 |                 |               |                      | 15e            |              | 15e                   |
| 1976 |                 |               |                      | 8e             |              | 7e                    |
| 1977 |                 |               |                      |                |              |                       |
| 1978 |                 |               | 33e                  |                |              |                       |
| 1979 | 18e             | 16e           | 4e                   | 45e            | 6e           |                       |
| 1980 | 31e             | 20e           | 44e                  |                |              |                       |
| 1981 |                 | 23e           | 40e                  |                | 24e          |                       |

## Fotogalerij

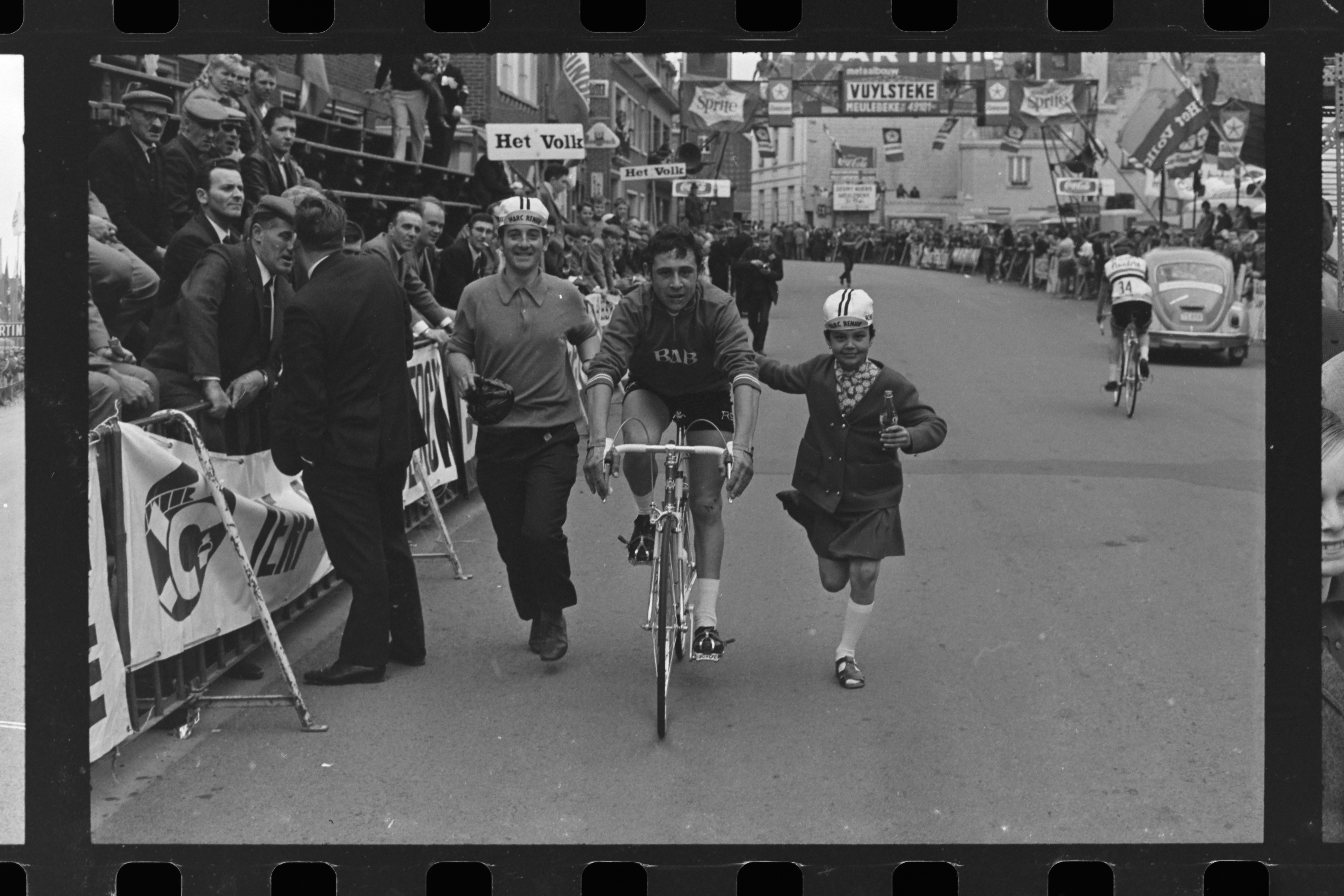
Marc Renier samen met zus Marina na zijn overwinning in de Omloop Mandel-Leie-Schelde 1970 voor junioren in Meulebeke.
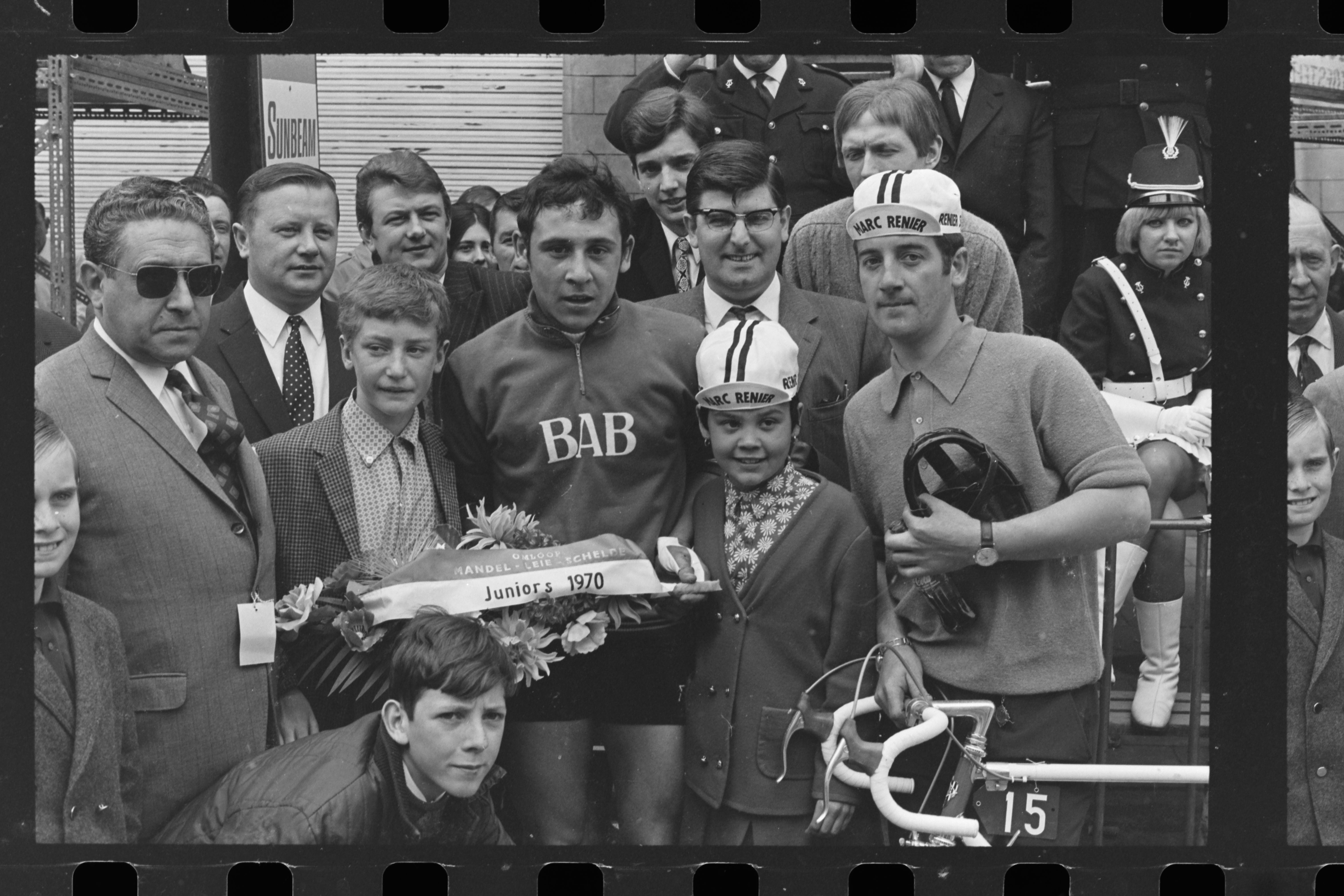
Marc Renier met de zegebloemen na zijn overwinning in de Omloop Mandel-Leie-Schelde 1970 voor junioren in Meulebeke.

Wielerploegen van Marc Renier
Abelshausen ·
Aerts ·
Barras ·
Borguet ·
Bourguignon ·
Delcroix ·
Gilmore ·
Govaerts ·
Gysemans ·
Hermie ·
Hooyberghs ·
In 't Ven ·
Jacobs ·
van Katwijk ·
Laurens ·
Loysch ·
Naegels ·
Peeters ·
Planckaert ·
Renier ·
Reyniers ·
Steegmans ·
Stevens ·
Swerts ·
Van De Vijver ·
Van Der Linden ·
A. Van Linden ·
R. Van Linden ·
Verhaegen ·
Verreydt
Abelshausen ·
Aerts ·
Borguet ·
De Gendt ·
Delcroix ·
Gilmore ·
Govaerts ·
Gysemans ·
Hermans ·
In 't Ven ·
Jacobs ·
Laurens ·
Loysch ·
Naegels ·
L. Peeters ·
V. Peeters ·
Planckaert ·
Renier ·
Steegmans ·
Stevens ·
Swerts ·
Van De Vijver ·
Vantyghem ·
Verhaegen ·
Verreydt
David ·
De Bal ·
De Gendt ·
Delcroix ·
Godefroot ·
Govaerts ·
E. Gysemans ·
J. Gysemans ·
Jacobs ·
Laurens ·
Naegels ·
Opdebeeck ·
L. Peeters ·
W. Peeters ·
Pevenage ·
Renier ·
Schepmans ·
Stevens ·
Van Damme ·
Van De Vijver ·
Van der Stappen ·
Van Sweevelt ·
Verbeeck ·
Verstraeten ·
Vögele ·
Wright
De Bal ·
De Gendt ·
Delcroix ·
Didier ·
Godefroot ·
E. Gysemans ·
J. Gysemans ·
Hoste ·
Jacobs ·
Laurens ·
Leman ·
L. Peeters ·
W. Peeters ·
Pevenage ·
Renier ·
Van Damme ·
Van Roosbroeck ·
Van Schil ·
Vanspringel ·
Van Sweevelt ·
Verbeeck ·
Verlinden ·
Verstraeten ·
Wayenberg
De Bal ·
Delcroix ·
Dierickx ·
Godefroot ·
Haritz ·
Hoste ·
Jacobs ·
L. Peeters ·
W. Peeters ·
Pevenage ·
Pronk ·
Renier ·
Thurau ·
Van de Poel ·
Van De Vijver ·
Van De Wiele ·
Van Roosbroeck ·
Van Sweevelt ·
Verlinden ·
Wayenberg · 
Willems ·
De Wolf (stagiair)